# Mastitis quística crónica
La mastitis quística crónica, también llamada enfermedad fibroquística, mastopatía fibroquística y displasia mamaria es un trastorno mas no necesariamente una enfermedad caracterizada por la aparición de tumoraciones fibrosas no cancerosas en la mama y se categorizan en el conjunto de las mastitis. Un estimado de 30-60% de las mujeres padecen de esta condición frecuente entre las edades de 35 y 50 años y que no se ha demostrado ser un factor de riesgo para la aparición del cáncer de mama.

## Cuadro clínico
La mastitis quística crónica se caracteriza por la aparición de tejido fibroso y tumoroso con la textura de adoquines en el seno. Estas tumoraciones tienen bordes definidos y suelen ser movibles con los dedos en relación con estructuras adyacentes en el seno. Ocasionalmente se puede hacer caso omiso a estas masas al sentir irregularidades en las mamas que pueden o no estar asociadas a la mastitis. Por lo general se localizan en las secciones más externas de la mama, cercanas a la axila. 
Las mujeres con una mastitis quística sienten dolor persistente o intermitente relacionado con inflamación periódica de la zona y usualmente asociado al ciclo menstrual. Es más frecuente el dolor en mujeres obesas o con senos voluminosos por razón de la tracción que ejerce sobre los quistes el peso de la mama. El dolor entonces, se alivia con el uso de sujetadores adecuados y dieta para aliviar el peso en el seno. El seno y los pezones pueden tener picazón. Los síntomas aparecen de manera periódica que coincide muy de cerca con el ciclo menstrual. No se han encontrado complicaciones durante la lactancia materna.

## Causas
Las causas de la mastitis crónica quística no se conocen del todo bien, aunque se sabe que se asocian a niveles de las hormonas del ovario, pues el trastorno cede después de la menopausia. También se asocia con el ciclo menstrual y con condiciones dietéticas. La incidencia es menor en mujeres que toman anticonceptivos orales, posiblemente por razón del contro o regulación de los niveles hormonales. La grasa en la dieta y la ingesta de cafeína pueden tener un efecto directo en la aparición de este tipo de mastitis, así como antecedentes de mastitis en la familia.

## Diagnóstico
La mastitis quística es con frecuencia de fácil diagnóstico, aunque puede que se requiera de una biopsia del área afectada. La mamografía no suele arrojar información útil para el diagnóstico de esta inflamación, pues el tejido mamario tiende a ser muy denso para 
permitir un examen radiológico minucioso. La aspiración con una aguja fina se emplea para drenar el líquido de los quistes más voluminosos. 
No se conoce una cura para esta enfermedad, pero los síntomas pueden reducirse al controlar la ingesta de cafeína y grasas, así como el uso de sujetadores de talla adecuada. En los casos más severos se suele indicar el uso de andrógenos sintéticos.

## Pronóstico
Por lo general no suele haber efectos secundarios de una mastitis crónica. En la mayoría de los casos hay recuperación después de la menopausia. Una posible complicación es el hecho de que un tumor canceroso puede resultar difícil de detectar en mujeres con mastitis crónica. No se ha encontrado aún una relación de riesgo de aparición de cáncer de mama por razón de una mastitis crónica.